# Dezember 1986
Portal Geschichte | Portal Biografien | Aktuelle Ereignisse | Jahreskalender | Tagesartikel

◄ |
19. Jahrhundert |
20. Jahrhundert
| 21. Jahrhundert

◄ |
1950er |
1960er |
1970er |
1980er
| 1990er | 2000er | 2010er | ►

◄ |
1982 |
1983 |
1984 |
1985 |
1986
| 1987 | 1988 | 1989 | 1990 | ►

◄ |
September 1986 |
Oktober 1986 |
November 1986 |
Dezember 1986 |
Januar 1987 |
Februar 1987 |
März 1987 |
►
Dieser Artikel behandelt aktuelle Nachrichten und Ereignisse im Dezember 1986.

## Tagesgeschehen

### Montag, 1. Dezember 1986

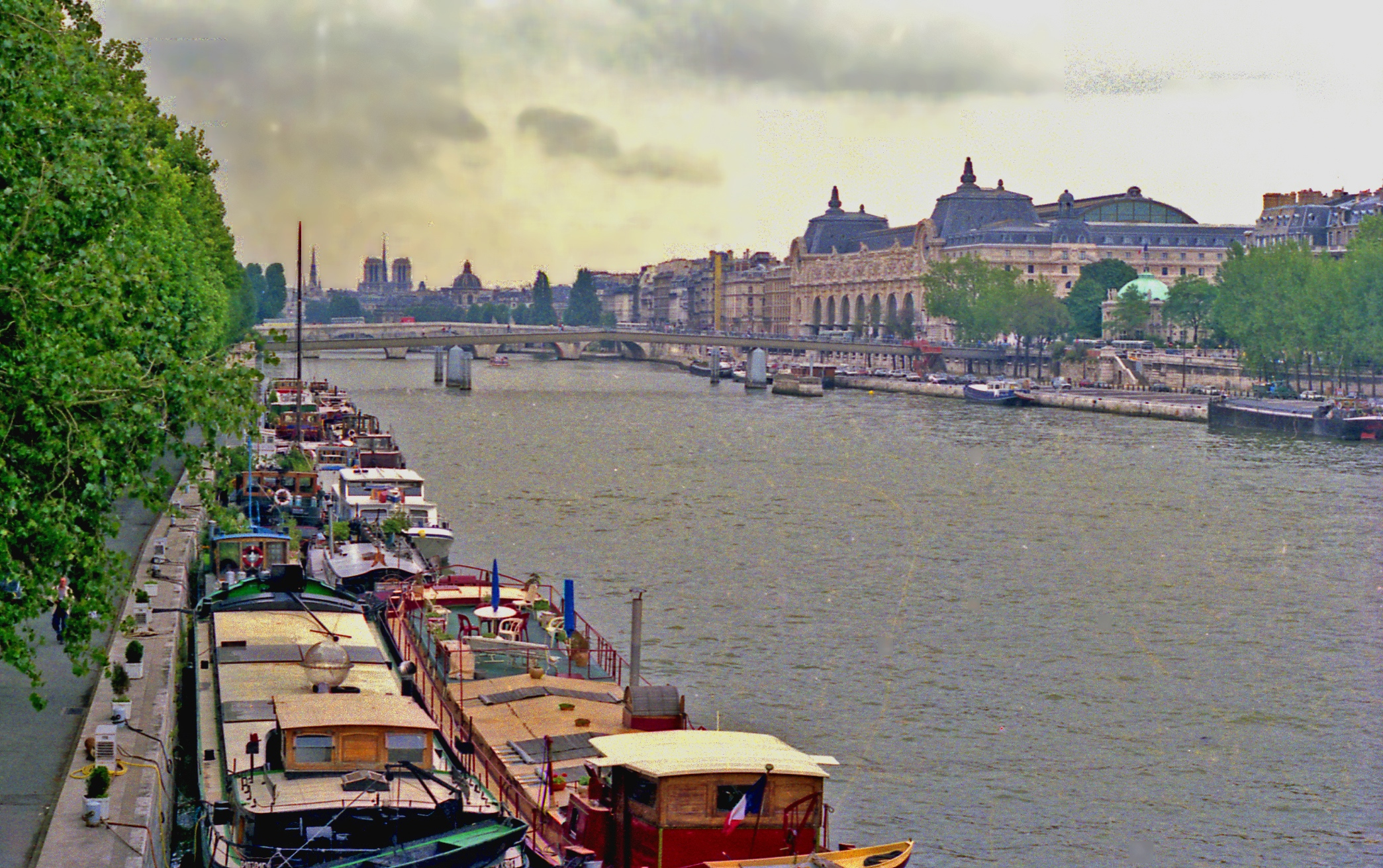
Die Seine und das Musée d'Orsay (1987)

- Paris/Frankreich: Staatspräsident François Mitterrand weiht im umgebauten Bahnhof d'Orsay das Kunstmuseum Musée d’Orsay ein.[1]

### Mittwoch, 3. Dezember 1986
- Neu-Delhi/Indien: In der Volksversammlung kritisiert die Opposition die geplante Umsiedlung von rund 6.000 Familien in Baleswar, die erfolgen soll, um das nationale Testgelände für Höhenforschungs- und militärische Raketen auszubauen. Verteidigungsminister Arjun Singh vom Indischen Nationalkongress entgegnet, die Entscheidung für den Standort Baleswar am Golf von Bengalen sei unwiderruflich gefallen.[2]

### Donnerstag, 4. Dezember 1986
- Bogotá/Kolumbien: Der 52-jährige ehemalige Hauptfeldwebel der Armee der Vereinigten Staaten Campo Elías Delgado läuft in der kolumbianischen Hauptstadt Amok und tötet mit Stichwaffen und einem Revolver 29 Personen. Die Polizei erschießt den Täter am Ende in einem Restaurant.[3]

### Freitag, 5. Dezember 1986
- Brühl/Deutschland: Das Amtsgericht beschließt die Beschlagnahme sämtlicher in der Bundesrepublik in Umlauf befindlichen Exemplare des Musikalbums Der nette Mann der Band Böhse Onkelz.[4]

### Samstag, 6. Dezember 1986
- Budapest/Ungarn: Am Ende des offiziellen Besuchs des Ministerpräsidenten Bayerns Franz Josef Strauß (CSU) in Ungarn steht die bayerische Zusage zur Gewährung eines Kredits in Höhe von 1 Milliarde D-Mark an den Gastgeber.[5]

### Sonntag, 7. Dezember 1986
- Bern/Schweiz: In einer Volksabstimmung nehmen die Stimmberechtigten den Gegenentwurf des Bundes zur zurückgezogenen Volksinitiative „Für Mieterschutz“ an. Folglich wird der Schutz von Wohnungsmietern gegen missbräuchliches Verhalten in der Verfassung festgeschrieben werden. Die Volksinitiative „Für eine gerechte Belastung des Schwerverkehrs (Schwerverkehrsabgabe)“ wird abgelehnt. Sie verfolgte das Ziel, die Höhe der Abgabenpflicht aus der Intensität der Nationalstrassennutzung abzuleiten.[6]

### Mittwoch, 10. Dezember 1986

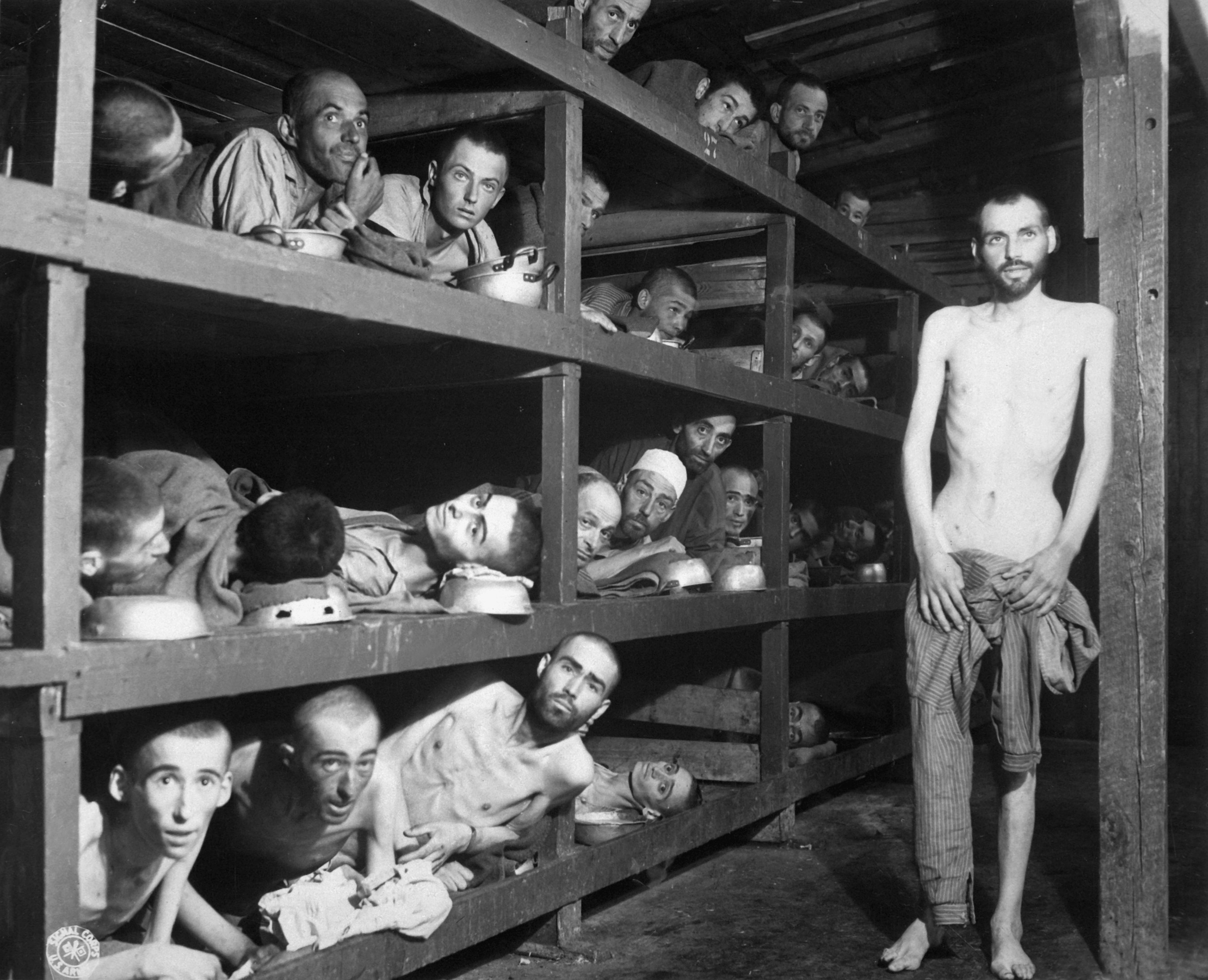
Befreite Gefangene in Baracke 56 des Kleinen Lagers im KZ Buchenwald. Wiesel erkannte sich im siebten von links in der zweiten Reihe von unten wieder (links vom Pfosten)

- Oslo/Norwegen: In der Rede zum Empfang des Friedensnobelpreises äußert sich der in Rumänien geborene Jude Elie Wiesel, der die Shoa überlebte und in den Vereinigten Staaten als Schriftsteller arbeitet, über den Einfluss des Einzelnen in einer totalitären Zeit: „One person of integrity, can make a difference, a difference of life and death.“ (deutsch „Eine einzige Person mit Anstand kann für den Unterschied sorgen, den Unterschied zwischen Leben und Tod.“)[7]

### Freitag, 12. Dezember 1986

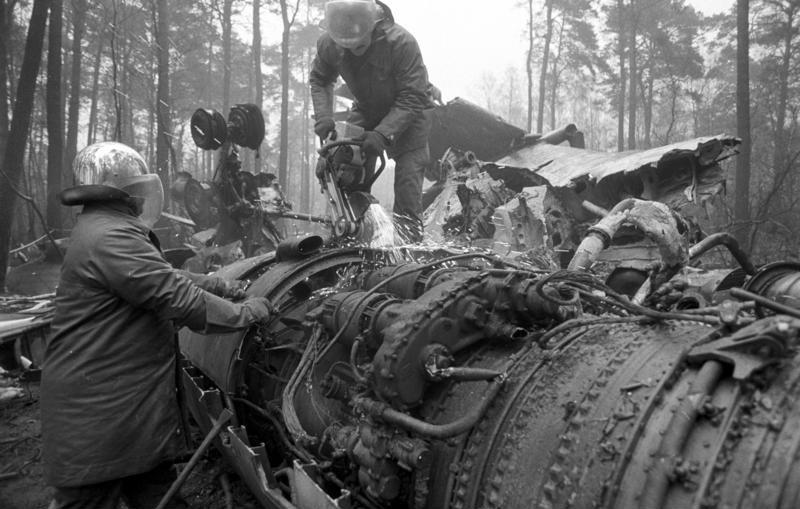
Bergungsarbeiten in Berlin-Bohnsdorf

- Berlin/Deutschland: Ein Flugzeug vom Typ Tupolew Tu-134 fliegt aus ungeklärter Ursache die wegen Wartungsarbeiten gesperrte Landebahn Nord des Flughafens Berlin-Schönefeld an. Der Pilot versucht, den Fehler zu korrigieren, dabei streift die Maschine im Berliner Ortsteil Bohnsdorf mehrere Baumwipfel und stürzt ab. 72 der 82 Insassen kommen ums Leben, darunter 20 Schüler aus Schwerin.[8]

### Sonntag, 14. Dezember 1986
- Antelope Valley/Vereinigte Staaten: Die Piloten Dick Rutan und Jeana Yeager starten zu einer Nonstop-Weltumrundung im Experimentalflugzeug Rutan Voyager des Flugzeugbauers Burt Rutan. Die Strecke von circa 40.000 km wurde noch nie ohne Zwischenlandung absolviert.[9]
- Rotterdam/Niederlande: Die Titelverteidigerinnen aus der Sowjetunion werden Weltmeister im Handball durch einen 30:22-Sieg im Finale der 9. Frauen-WM gegen die Tschechoslowakei.[10]
- Tokio/Japan: Der Club Atlético River Plate aus Buenos Aires, Argentinien, gewinnt das Spiel um den Fußball-Weltpokal für Vereinsmannschaften mit 1:0 gegen FC Steaua Bukarest aus Rumänien.[11]

### Dienstag, 16. Dezember 1986
- Alma-Ata/Sowjetunion: Dinmuchamed Kunajew wird als Vorsitzender der kasachischen Kommunistischen Partei durch den ethnischen Russen Gennadi Kolbin ersetzt, welcher die wirtschaftliche Stagnation der Kasachischen SSR überwinden soll.[12]
- Hamburg/Deutschland: Die vom NDR in Auftrag gegebene Kriminalfernsehserie Großstadtrevier wird erstmals ausgestrahlt. Sie läuft im Programm der ARD.[13]

### Freitag, 19. Dezember 1986
- Alma-Ata/Sowjetunion: Den vierten Tag in Folge demonstrieren in der Hauptstadt der Kasachischen SSR tausende Studenten gegen die Absetzung des Kasachen Dinmuchamed Kunajew als De-facto-Republiksoberhaupt auf Anordnung des Politbüros der Kommunistischen Partei der Sowjetunion am 16. Dezember wegen Korruption. Es kommt bei Auseinandersetzungen mit den staatlichen Ordnungskräften zu mehreren Hundert Inhaftierungen und zu einer unbekannten Anzahl an Tötungen.[14]
- Rotterdam/Niederlande: Die Rheinministerkonferenz beschließt ein Aktionsprogramm, mit dessen Hilfe sich das Ökosystem des Rheins erholen soll. Nach dem Großbrand einer Halle des Chemiekonzerns Sandoz in Muttenz bei Basel am 1. November löste mit Pflanzenschutzmitteln versetztes Löschwasser auf fast 400 Flusskilometern ein verheerendes Fischsterben im Rhein aus. Ziel des Aktionsplans ist es, den Fluss in einen besseren ökologischen Zustand zu bringen, als er vor der Katastrophe von Sandoz war, z. B. soll die Artenvielfalt erhöht werden.[15]

### Samstag, 20. Dezember 1986

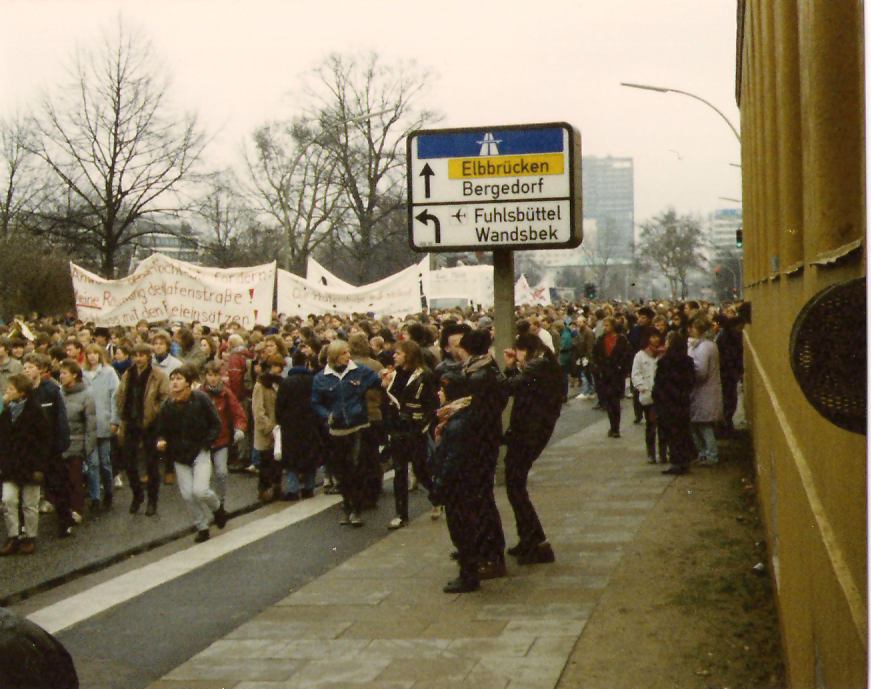
Demonstration in Hamburg am 20. Dezember

- Hamburg/Deutschland: Kurz vor dem Auslaufen der befristeten Nutzungsverträge, die rund 100 Hausbesetzer 1983 mit der Stadt Hamburg schlossen, demonstrieren rund 10.000 Menschen zunächst friedlich für den Erhalt der betreffenden Häuser in der Hafen- und der Bernhard-Nocht-Straße in Sankt Pauli sowie gegen deren mögliche polizeiliche Räumung. Anschließend brechen schwere Krawalle aus, die auch die Nacht hindurch andauern.[16]

### Dienstag, 23. Dezember 1986

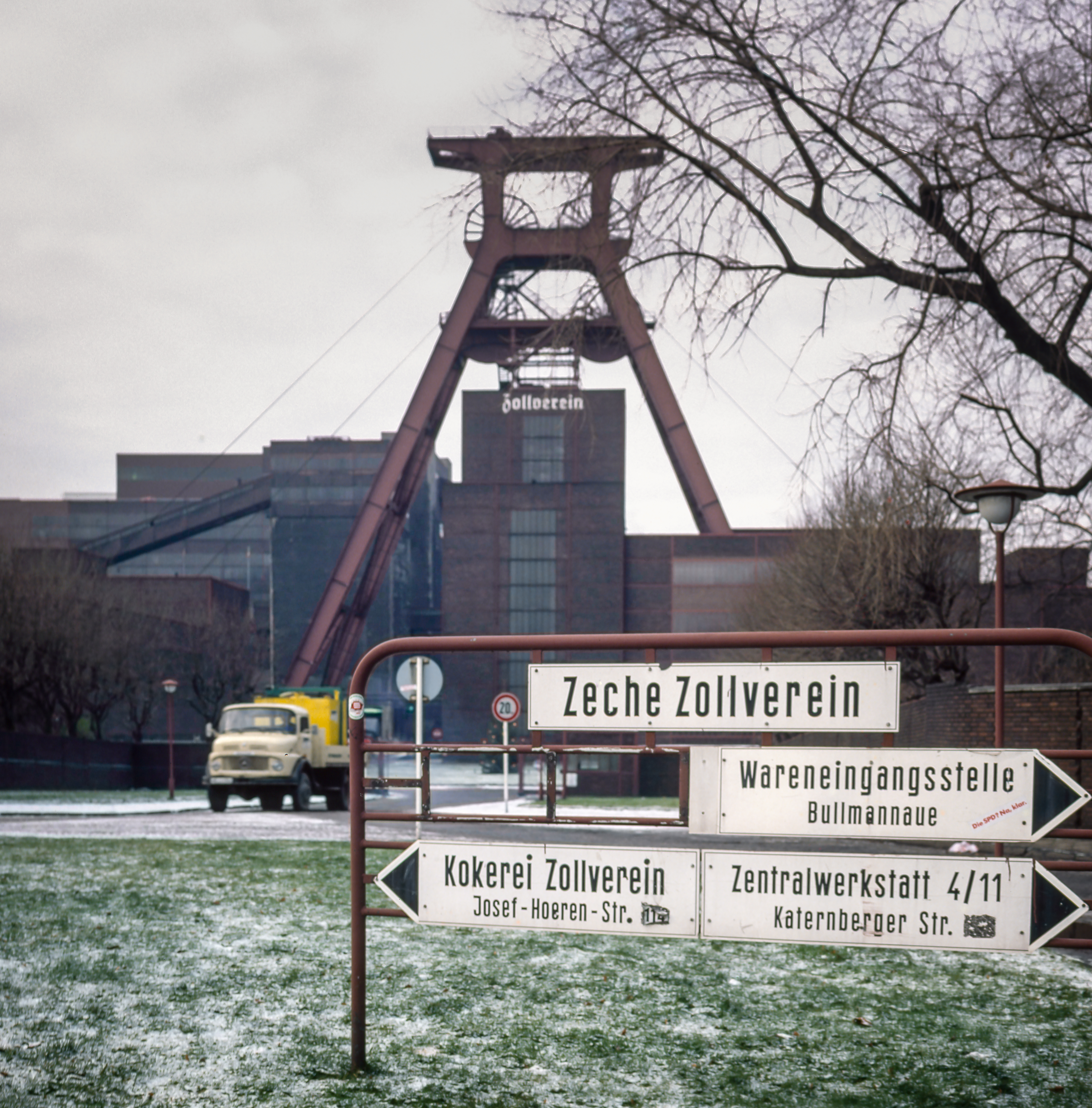
Zeche Zollverein

- Essen/Deutschland: Das 1851 in Betrieb genommene Steinkohle-Bergwerk Zeche Zollverein mit seinem markanten Zentralförderturm wird gemäß einer Entscheidung des Eigentümers Ruhrkohle AG aus dem Jahr 1983 nach dem heutigen Tag als Förderstandort stillgelegt. Die gleichnamige Kokerei, die zu Spitzenzeiten rund 10.000 t Steinkohle in 304 Öfen zu Koks veredelte, bleibt weiterhin in Betrieb.[17]
- Moskau/Sowjetunion: Der „Vater der sowjetischen Wasserstoffbombe“ Andrei Sacharow und seine Frau treffen nach sechsjähriger Verbannung in die Stadt Gorki am Jaroslawler Bahnhof in Moskau ein. Dem Friedensnobelpreisträger wurde ein Aufruf zum Boykott der Olympischen Sommerspiele 1980 in Moskau angelastet, dem angeblich u. a. die Vereinigten Staaten auch folgten. De-facto-Staatsoberhaupt Michail Gorbatschow begnadigte das Ehepaar vor acht Tagen.[18]